# Orko
Orko – wywodzące się z mitologii baskijskiej bóstwo gromu, znane także innym ludom Półwyspu Iberyjskiego.